# بتینگن (راینلاند-فالتس)
بتینگن (به آلمانی: Bettingen) یک شهر در آلمان است که در بیتبورگ-پروم واقع شده‌است. بتینگن ۱٬۰۱۳ نفر جمعیت دارد.